# 마리아멜리 코니에
마리아멜리 코니에(프랑스어: Marie-Amélie Cogniet, 1798년 4월 5일~1869년 4월 29일)는 프랑스의 화가이자 화가 레옹 코니에의 여동생이다.

## 생애
코니에는 화가이자 미술 교사인 레옹 코니에의 여동생으로 프랑스 파리에서 태어났으며, 레옹 코니에의 작품을 따라 그렸다. 그녀는 초상화를 전문으로 했으며, 1831년 파리 살롱에 작품을 출품하기도 했다.

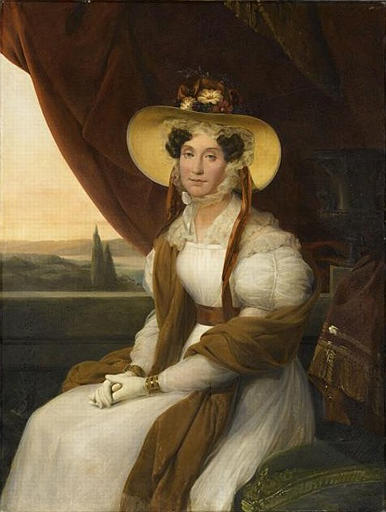
《아델라이드 도를레앙의 초상화》, 1838년경, 콩데 미술관

코니에는 자신의 오빠가 그린 《아델라이드 도를레앙의 초상화》 사본을 그렸는데 당시 샹티이성에 보관되어 있었던 이 작품은 1905년에 출간된 책 《세계의 여성 화가들》에 수록되어 있다.